# Covăsânț, Arad
Covăsânț este satul de reședință al comunei cu același nume din județul Arad, Crișana, România.

## Demografie
Potrivit recensământului din 2002, comuna are o populație de 2.659 locuitori. Dintre aceștia 75,7% sunt români, 23,5% romi, 0,5% unguri și  0,3% alții.

## Legături externe

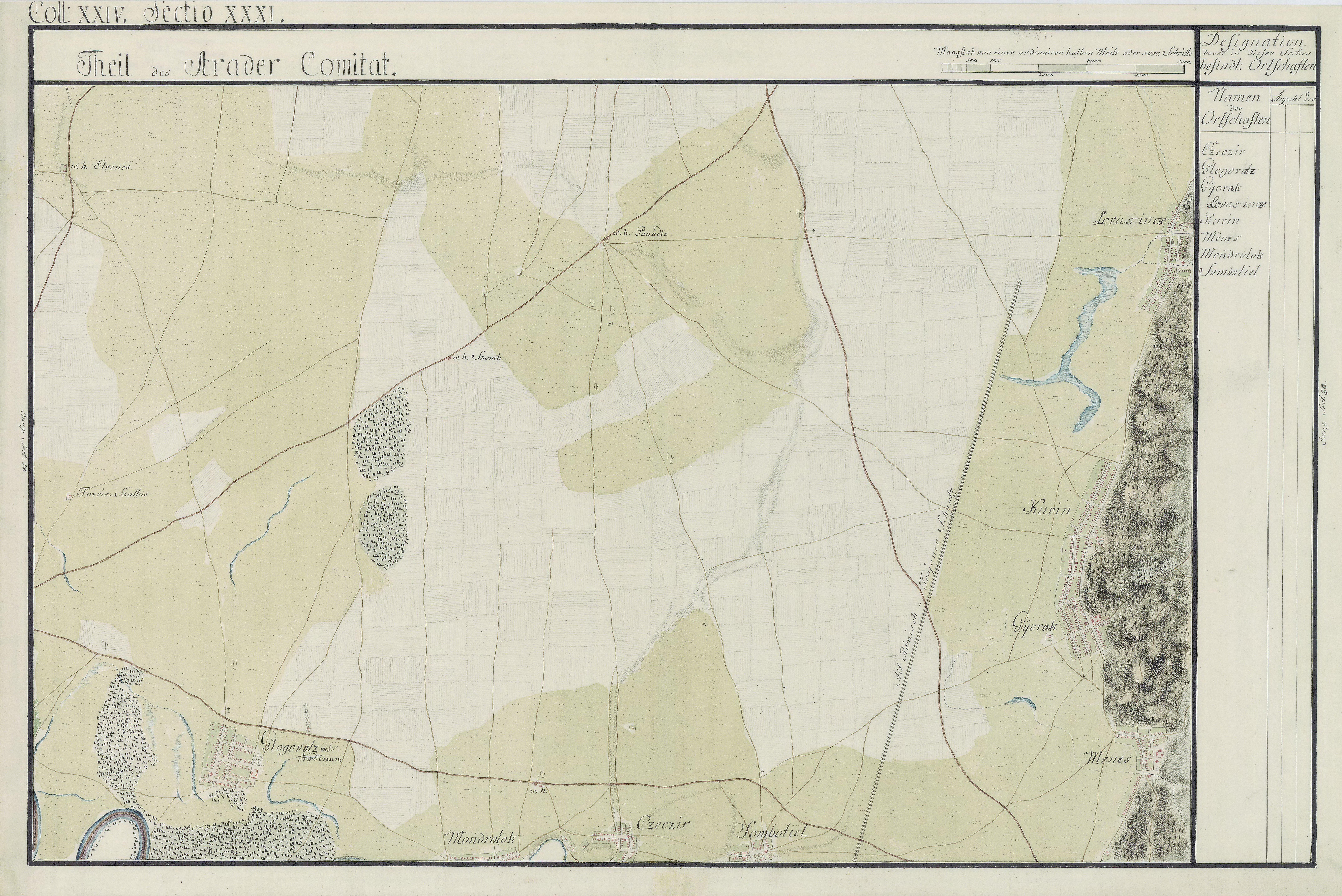
Covăsânţ în Harta Iozefină a Comitatului Arad, 1782-85